# Wereldkampioenschappen synchroonzwemmen 2023 – Solo vrije routine mannen
De vrije routine voor solisten tijdens de wereldkampioenschappen synchroonzwemmen 2023 vond plaats op 18 en 19 juli 2023 in de Marine Messe Fukuoka in Fukuoka. Het was voor het eerst in de geschiedenis van de wereldkampioenschappen dat mannen aan dit onderdeel mee mochten doen.

## Uitslag
| Rang   | Naam                    | Land                | Voorronde | Voorronde | Finale       | Finale       |
| Rang   | Naam                    | Land                | Punten    | Rang      | Punten       | Rang         |
| ------ | ----------------------- | ------------------- | --------- | --------- | ------------ | ------------ |
| Goud   | Dennis González         | Spanje              | 169,8521  | 4         | 193,0334     | 1            |
| Zilver | Gustavo Sánchez         | Colombia            | 166,3022  | 6         | 189,9625     | 2            |
| Brons  | Kenneth Gaudet          | Verenigde Staten    | 179,7834  | 1         | 179,5562     | 3            |
| 4      | Yotaro Sato             | Japan               | 167,7478  | 5         | 167,9709     | 4            |
| 5      | Ranjuo Tomblin          | Verenigd Koninkrijk | 172,5166  | 3         | 166,1792     | 5            |
| 6      | Quentin Rakotomalala    | Frankrijk           | 145,3501  | 7         | 155,9813     | 6            |
| 7      | Kantinan Adisaisiributr | Thailand            | 136,0416  | 8         | 139,9063     | 7            |
| 8      | Javier Ruisanchez       | Puerto Rico         | 104,5375  | 9         | 103,7500     | 8            |
| 9      | Andy Ávila              | Cuba                | 84,8166   | 10        | 95,6146      | 9            |
|        | Eduard Kim              | Kazachstan          | 173,0499  | 2         | Niet gestart | Niet gestart |